# Drawsko Pomorskie
Drawsko Pomorskie (německy Dramburg) je město v severozápadním Polsku v Západopomořanském vojvodství v okrese Drawsko. V roce 2021 zde žilo 11 343 obyvatel.  Jižně od města se od roku 1946 nachází vojenský výcvikový prostor Drawsko, jedno z největších cvičišť v Polsku a Evropě.

## Poloha
Drawsko Pomorskie se nachází v Západopomořanském vojvodství v okrese Drawsko. Leží v Drawském pojezeří na řece Drawě, 25 km západně od jezera Drawsko, 85 km východně od Štětína, 55 km severovýchodně od Stargardu, 75 km jižně od Košalína a břehů Baltského moře. Pod městskou gminu též administrativně spadá několik okolních vesnic. Jižně od města se nachází vojenský areál.

## Historie
Již v 7. století se sde nacházela osada Polanů nazývaná Drawsko. Ti zde později vybudovali i opevnění. Koncem 10. století kníže Měšek I. toto území připojil k mladému Polsku. Drawsko se díky své strategické poloze při obchodních stezkách rozvíjelo. Koncem 13. století bylo ovládnuto Braniborskem a stalo se tak součástí Nové marky. Roku 1297 mu byla udělena městská práva. Působili zde premonstráti. Během Třicetileté války město vyrabovali Lisovčíci. Součástí Německa bylo město až do 5. března 1945, kdy jej v bitvě o Drawsko dobyla 4. pěchotní divize Polské lidové armády. Od roku 1946 se oficiálně nazývalo opět svým polským jménem Drawsko a od roku 1948 svým současným jménem Drawsko Pomorskie

## Pamětihodnosti
- Vila projektovaná Walterem Gropiusem

## Partnerská města
- Bad Bramstedt, Německo
- Strasburg (Uckermark), Německo

## Fotogalerie

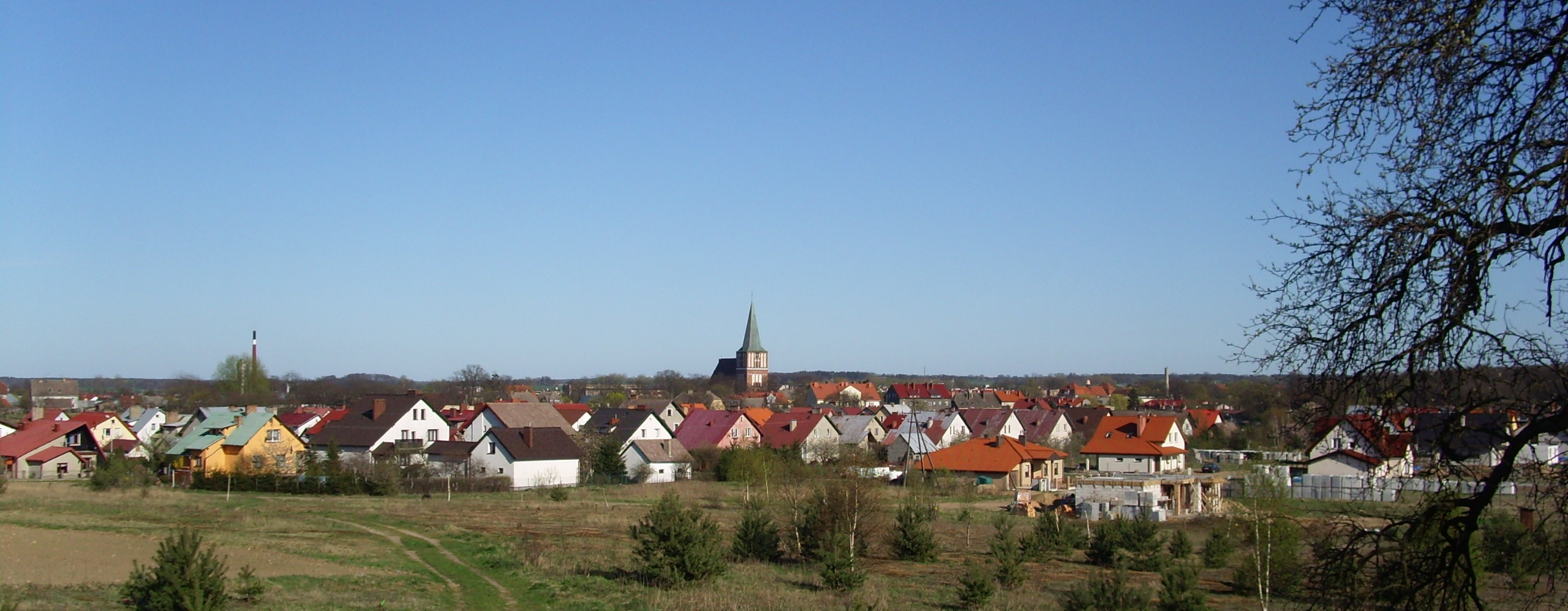
Pohled na město
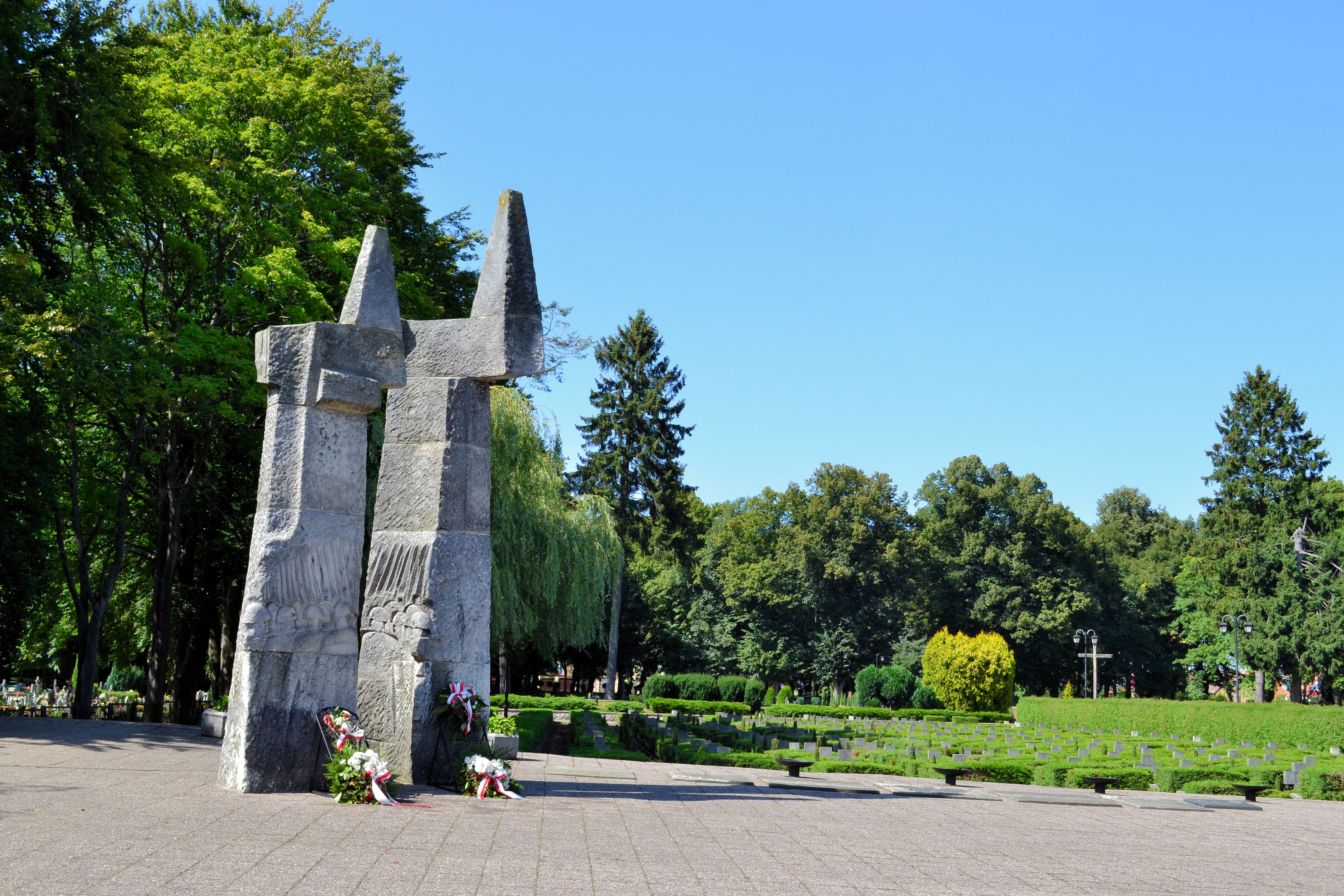
Vojenský hřbitov
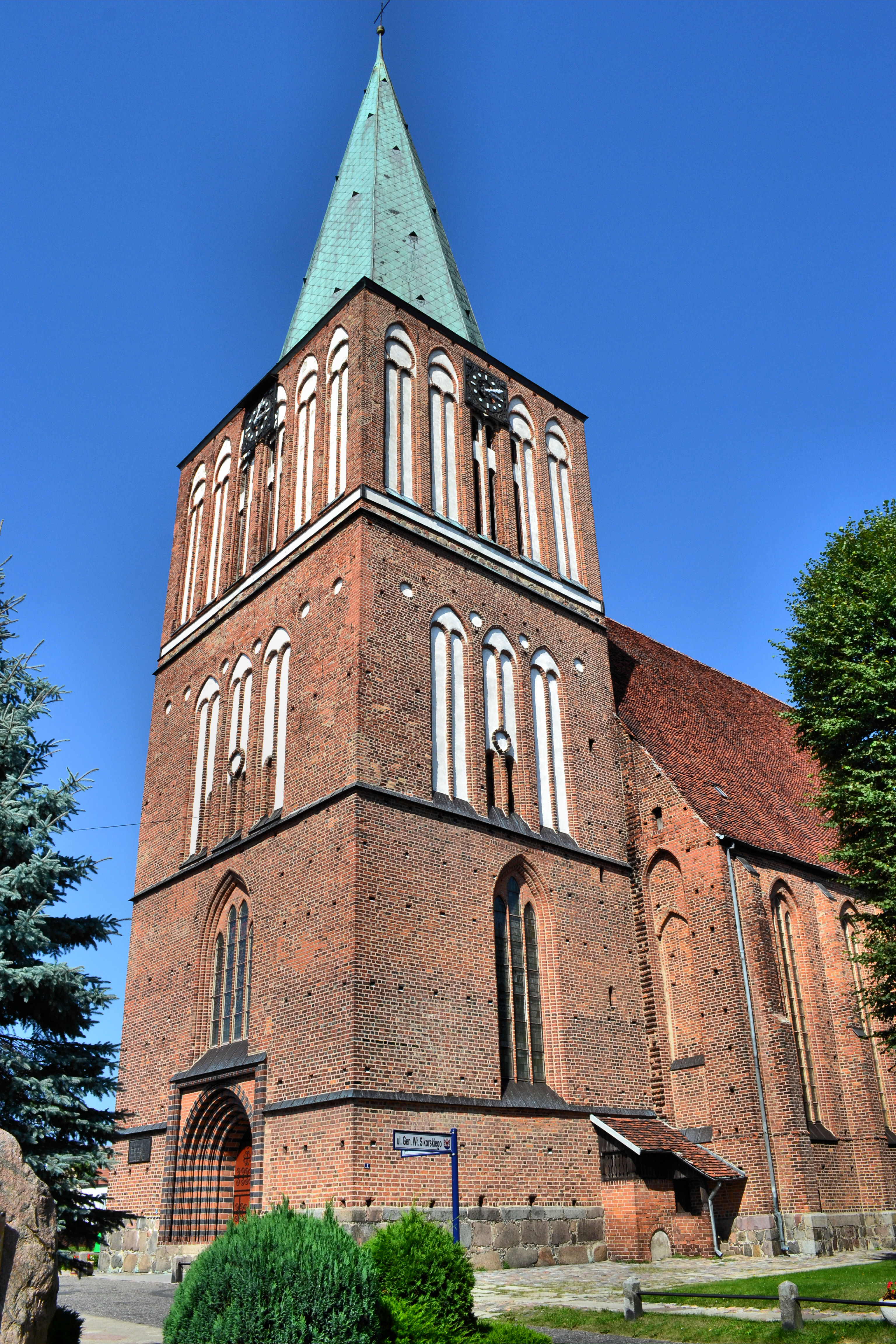
Kostel Zmrtvýchvstání
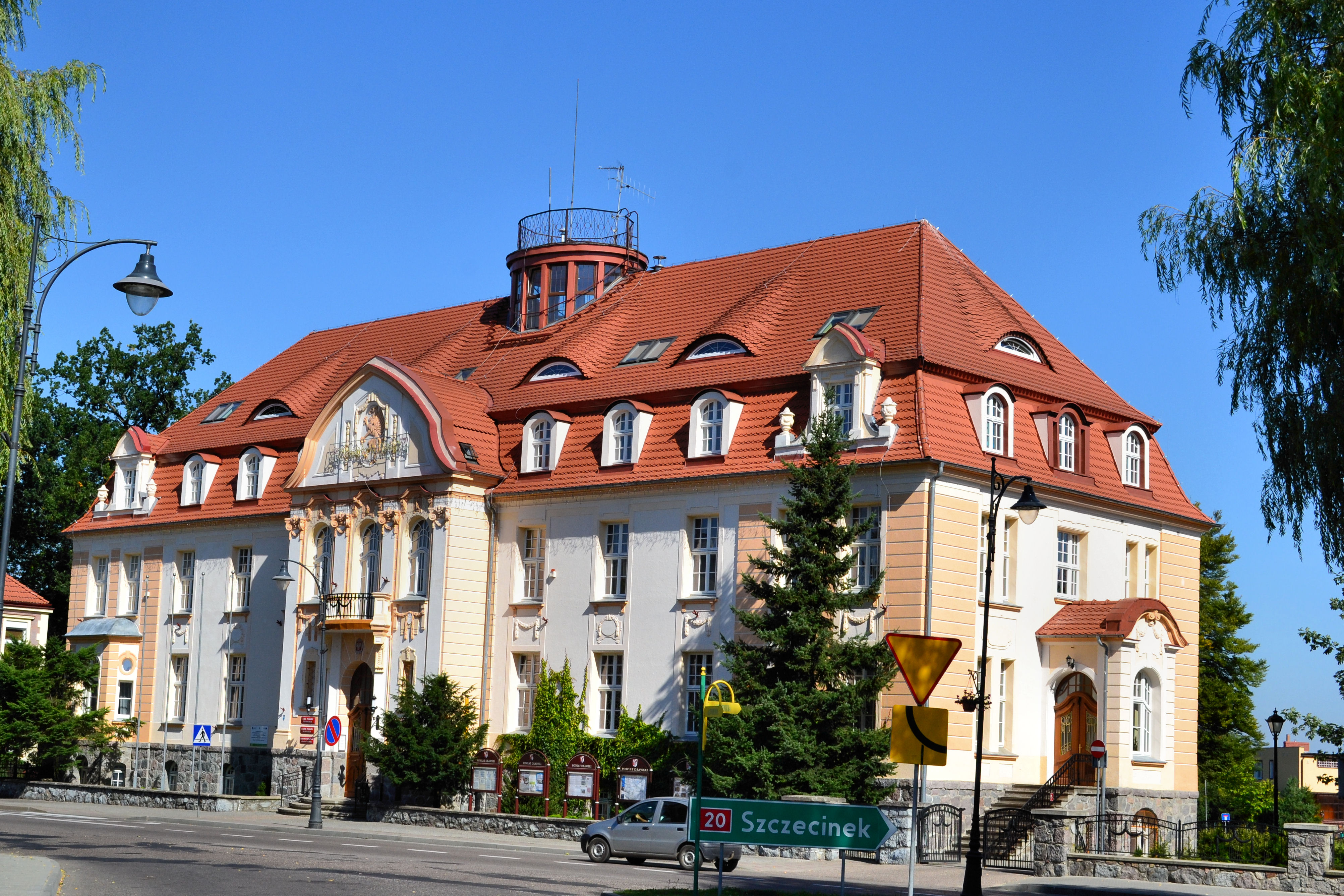
Sídlo okresní správy
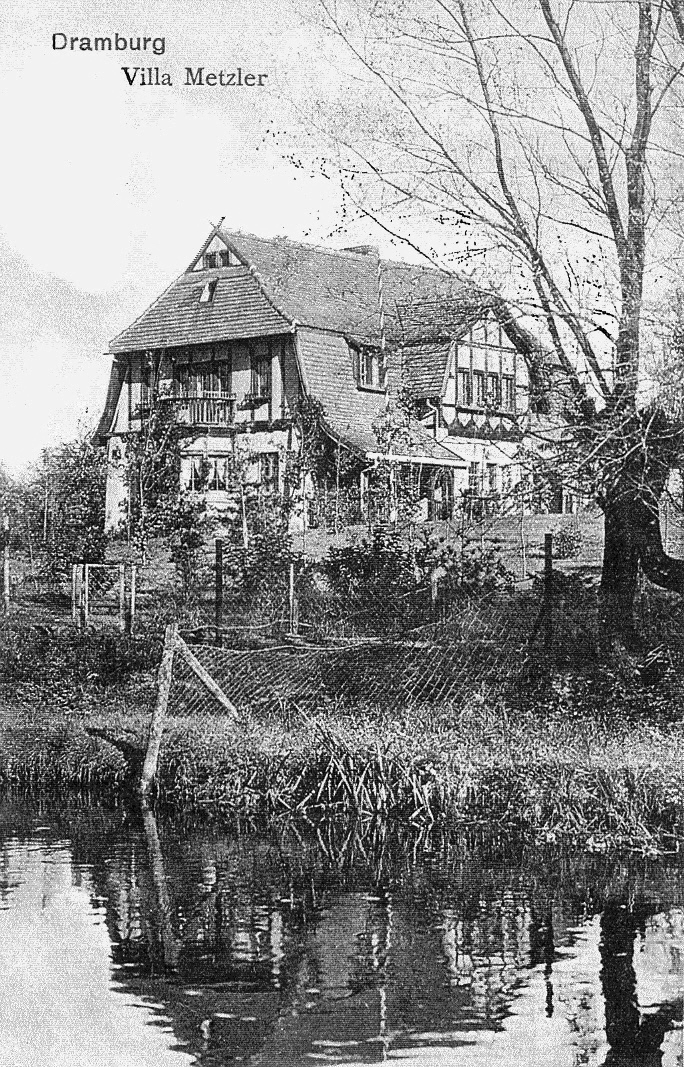
Vila Waltera Gropiuse